# Brice Ahossa
 (mai 2025).
Motif : Des débuts prometteurs, mais la notoriété est-elle établie ? Les références sont des articles récents peu centrés, et pas de sources mentionnant la réception des livres publiés.
- Archive Wikiwix
- Bing
- Cairn
- DuckDuckGo
- E. Universalis
- Gallica
- Google
- G. Books
- G. News
- G. Scholar
- Persée
- Qwant
- (zh) Baidu
- (ru) Yandex
- (wd) trouver des œuvres sur Wikidata

| 1. | Préciser le motif de la pose du bandeau. | Précisez le motif de la pose du bandeau en utilisant la syntaxe suivante : {{admissibilité à vérifier\|date=juillet 2025\|motif=remplacez ce texte par le motif}}                 |
| 2. | Informer les utilisateurs concernés.     | Pensez à avertir le créateur de l'article, par exemple, en insérant le code ci-dessous sur sa page de discussion : {{subst:avertissement admissibilité à vérifier\|Brice Ahossa}} |

Brice Ahossa, né le 15 février 2000 à Ouèssè (Bénin), est un jeune leader, activiste, écrivain, militant associatif et ancien acteur du mouvement étudiant béninois. Il est l’un des jeunes leaders culturels et académiques béninois remarqués dans l’espace francophone, lauréat en 2024 d'une bourse d’excellence Eiffel du gouvernement français.

## Biographie
Originaire du département des Collines, Brice Ahossa obtient en 2019 un baccalauréat série A1 avec mention assez bien. Il poursuit ensuite des études en Lettres modernes à l’Université de Parakou, où il soutient un mémoire de licence avec mention très bien. En 2024, il est sélectionné pour intégrer le Master Lettres et Métiers de l’écriture à l’Université de Corse grâce à une bourse d’excellence Eiffel.

## Engagements étudiants et associatifs
Brice Ahossa a été l’un des principaux acteurs du mouvement estudiantin à l’Université de Parakou. Il a occupé les fonctions de délégué d'amphithéâtre, de secrétaire général adjoint et de vice-président de la Fédération nationale des étudiants de l’Université de Parakou (FNEUP) de 2019 à 2023, et a contribué à la relance du processus électoral au sein de cette organisation en 2024.
Il a aussi été jeune parlementaire au Parlement des jeunes du Bénin, où il a été classé parmi les dix parlementaires les plus actifs de la troisième mandature. En 2022, il représente le Bénin à la 9e édition du Parlement francophone des jeunes à Tirana, en Albanie, organisée par l’Assemblée parlementaire de la Francophonie, où il est élu président de la Commission Éducation, Communication et Affaires culturelles.
Depuis 2024, il est également secrétaire général de l'Association des étudiants internationaux de Corse. Il est aussi fondateur du Cercle des Jeunes Activistes pour le Développement (CJAD), une organisation associative visant à promouvoir l'engagement citoyen des jeunes.

## Publications
- Dieu est un fumeur (Porto-Novo, Éditions du Printemps, 2022), recueil de nouvelles[4].
- Le Baobab des Sentiments (Natitingou, Éditions du CEJECO, 2023), œuvre dramatique préfacée par le professeur Bertrand Sogbossi Bocco, Recteur de l’Université de Parakou[5].

## Initiatives
Brice Ahossa est l’initiateur de la Journée Internationale de la Jeunesse à Ouessè (JIJ-Ouessè), une initiative annuelle qui mobilise la jeunesse autour des enjeux de développement, de citoyenneté et de culture.

## Distinctions
- Lauréat d'une Bourse Eiffel (2024).
- Nommé dans la catégorie « Meilleur Jeune Leader du département des Collines » – Aràwo Awards (2023).
- Classé dans le Top 10 des parlementaires influents du Parlement des jeunes du Bénin (2024).
- Distingué comme meilleur jeune acteur culturel de la commune de Ouessè (2024).
- Champion départemental au concours Génie en Herbes (2019).